# ۶۸۷ (قمری)
۶۸۷ (قمری)، ششصد و هشتاد و هفتمین سال در گاهشماری هجری قمری است. اول محرم این سال برابر با پنجم فوریه سال ۱۲۸۸ میلادی است.